# ابراهیم زاهر
ابراهیم زاهر (انگلیسی: Ibrahim Zaher؛ زادهٔ ۷ مارس ۱۹۸۲) بازیکن واترپلو اهل مصر بود.